# Джон Харисън
Джон Харисън (на английски: John Harrison) е английски изобретател и механик, който изобретява морския хронометър през 1730 година, с чиято помощ се решава прочутия проблем на географската дължина, благодарение на което морската навигация при дълги плавания става много по-сигурна. Изследванията на Харисън са отчасти спонсорирани от хазната, а в края на живота си той получава и значителна парична награда за постиженията си, с които печели учредения специално за целта от Парламента конкурс.

## Ранни години
Джон Харисън е роден във Фолби, западно от Йоркшир, като първо от общо пет деца в семейството на дърводелец. Наследявайки занаята на баща си, Харисън обича да ремонтира часовници в свободното си време. Проявява интерес и към музиката.

## Проблемът на географската дължина
Определянето на текущото местоположение има фундаментално значение в навигирането. Измерването му се улеснява с въвеждането на понятието за географски координати. За уточняването на единия от тях - географската ширина се установява, че е относително лесно постижимо с много добра точност, но с географската дължина усложненията са големи.
За мореплавателите, използването на часовник бил много удобен и лесен метод за намиране на географската дължина. Идеята при него е да има на борда часовник, който да показва колко е часа на нулевия меридиан (или в пристанището на докуване, а то има известен меридиан). Всеки ден се определя най-високата точка на Слънцето, т.е. това е 12 часа по обед за текущото местоположение в морето. Разликата между двете времена дава меридиана, на който се намира плавателният съд.
Но има едно важно условие, за да бъде изпълнено всичко това – на кораба трябва да има много точен часовник. Последното е особено важно при продължителни плавания в открито море, когато дълго време не се вижда суша. След 15 век имало все повече такива плавания в посока новооткритата Америка.

## Страст към часовниците
През 1713 г., едва навършил 20 години, Харисън прави своя първи стенен часовник изцяло от дърво. Вторият си часовник Харисън прави през 1715 г., а третият е произведен през 1717 г. Тези три часовника са запазени до днес.
Някъде в началото на 1720 г. Харисън получил поръчка да ремонтира часовника на часовникова кула в имението Брокълсби Парк, Северен Линкълншир. Този часовник всъщност работел, но бил направен от дървени части и имал голяма грешка. Но на Харисън му направило впечатление, че за разлика от други подобни часовници, този в Брокълсби Парк имал някои оригинални подобрения, специално направени с цел увеличаване на точността.
В периода между 1725 и 1728 г. Джон и неговият брат Джеймс, също опитен майстор на часовници, изработват поне 3 прецизни стенни часовника. Това били и най-точните за времето си часовници, с дълго махало и с дървени части (направени от дъб и от бакаутово дърво).
Джон Харисън бил човек с разнообразни способности, които умеел да използва за подобряване работата на часовниковите механизми. Той изобретява решетъчното махало, състоящо се от редуващи се месингови и железни пръти, така, че термичните разширения и свивания на различните метали взаимно да се компенсират.

## Морските хронометри
На 22 октомври 1707 край островите Сили се разиграва морска трагедия. Поради неправилна навигация в архипелага на островите Сили се разбиват 4 бойни кораба от Кралския военноморски флот и загиват между 1400 и 2000 души. Тази трагедия става повод Британският парламент да обяви колосалната за времето си награда от 20 000 паунда (равностойни на днешни 2,87 милиона паунда) за този, който предложи решение на проблема.
При корабните часовници, за разлика от тези на сушата, има допълнителни фактори, които влошават точността им на работа. Това са клатенето и движението на кораба, високата влажност, промяната в температурата и гравитацията (гравитационното поле се променя в зависимост от промяната на географската ширина).
Джон Харисън решава да се кандидатира за наградата за географската дължина. Той посвещава пет години от живота си, за да конструира морски хронометър. През 1736 г. носещият името „H1“ хронометър е вече успешно изпитан на море. Но Комисията за географската дължина към Британския парламент, не присъжда наградата на Джон Харисън, а му отпуска 500 лири, за да подобри конструкцията на своя часовник.
С още по-голяма упоритост през 1737 г. Харисън се заема с изработката на по-добър хронометър, вече в Лондон. Така през 1741 г. моделът „H2“ е готов за изпитания на презокеанско плаване. Въпреки че е по-малък и по-надежден от предходния модел, Харисън сам намира недостатъци в „H2“ и се захваща да го подобри.
Главен проблем на „H2“ е това, че периодът на трептене на баланса се влияе от посоката на движение на кораба.
Харисън получава нови 500 паунда от Комисията за географската дължина и хвърля своите усилия върху разработката на „H3“ – следващият модел морски хронометър. В „H3“ Харисън прилага кръгов баланс, изобретява търкалящите се (ролкови) лагери с цел намаляване на триенето и налага използването на биметалната пластина.
Тези нововъведения ще окажат значителен тласък на техниката и до днес имат приложение.
За разработката на „H3“ Харисън жертва нови 17 години от живота си, но въпреки това не получава наградата на Комисията за географската дължина.
За това Харисън решава да изработи нов, още по-съвършен часовник, наречен от него „H4“. Това му коства нови 6 години и хронометърът е готов. „H4“ е много компактен – има диаметър от само 13 см. Неговият корпус е сребърен, механизмът му извършва много сложно (за онези времена) движение. Температурната компенсация е изпълнена с регулируема биметална пластина. В централната ос има вградена и такава, която задвижва секундарна стрелка. Този истински морски хронометър е тестван на реално плаване от Портсмут до Ямайка през 1761 г. В Ямайка часовникът е имал отклонение спрямо действителното време от едва 5 секунди, нещо нечувано за онези години. Харисън, вече 68-годишен, настоява да получи наградата си, но комисията все още не е убедена, че точността на уреда не се дължи на късмет.

## Признание и последици
След дълго време на упорит труд Джон Харисън получава награда на Парламента. През годините той получава общо 23 065 паунда за работата си по морските хронометри. От Комисията той получава 4315 паунда за усъвършенстване на хронометъра и още 10 000 паунда през 1765 г. за „H4“. Британският парламент му присъжда допълнително 8750 паунда през 1773 г.
Харисън умира през 1776 г. и е погребан в гробището на църквата Сейнт Джон в Хемпстед, северен Лондон.
Различни британски производители на морски хронометри започват да произвеждат уреди, използвайки дизайна на Харисън (едно от условията за наградата). Интересното е, че в края на 18 век тези прибори са толкова скъпи, че стойността на някои от тях излиза на почти 30% от стойността на морския съд.
Прецизните хронометри, които изработва Харисън, рязко намаляват инцидентите с британските кораби. А благодарение на тези малки уреди, кралският флот получава и сериозно преимущество в овладяването на морската шир. Множеството нововъведения на Харисън намират приложение и в други области на техниката, някои и до днес.
През 20. век благодарение на радиото са построени първите радиофарове. Те излъчват точно време и местоположението си и корабите масово започват да ги използват. Впоследствие чрез сателити в Космоса бива изградена Глобалната система за позициониране. С нейна помощ морските съдове определят положението си в океаните с точност< достигаща 10 метра отклонение. В края на 20. век всеки масово произвеждан кварцов часовник има грешка от 2 секунди на месец, а хронометърът на Харисън е постигал 3 секунди на денонощие.
Въпреки това всеки съвременен кораб и днес е оборудван с точен хронометър. Той не се сверява никога, а в корабния дневник се записва отклонението му. Всеки капитан на кораб умее да навигира с помощта на морския хронометър.